# SBI地銀ホールディングス
SBI地銀ホールディングス株式会社（エスビーアイちぎんホールディングス、英: SBI Regional Bank Holdings, Co., Ltd.）は、東京都港区六本木に本社を置く、SBIホールディングス傘下で、SBI新生銀行や第二地方銀行等を統括する銀行持株会社。

## 沿革
- 2015年（平成27年）8月25日 - ER6株式会社として設立。
- 2019年（令和元年）7月5日 - SBI Bank Holdings株式会社に改称。
- 2020年（令和2年）5月1日 - SBI地銀ホールディングス株式会社に改称。

## グループ会社

### 連結子会社
- SBI新生銀行
  - 新生フィナンシャル（レイク）
  - アプラス
  - 昭和リース
  - 新生インベストメント&ファイナンス

### 持分法適用関連会社
- じもとホールディングス
- 福島銀行
- 島根銀行

### その他出資行
- 筑波銀行
- 東和銀行
- 清水銀行
- 筑邦銀行